# Musée Grévin
Musée Grévin je muzeum voskových figurín, které sídlí v Paříži v 9. obvodu na Boulevardu Montmartre č. 10. Další pobočky muzea Grévin jsou v Montréalu a Soulu. Pobočka muzea Grévin se nachází i v Praze muzeum však bylo původními vlastníky uzavřeno kvůli finančním problémům. 18.5.2018 však bylo opět otevřeno novým vlastníkem. Za přibližně 4 měsíce by se mělo předělávat a měly by zde být nové expozice a nový vlastník zde plánuje otevřít muzeum čokolády. Voskové figuríny mají zůstat také.

## Historie
Až do 17. století bylo obvyklé snímat členům královské rodiny posmrtné voskové masky. Tyto masky byly vystaveny v 18. století v Palais Royal. Výstavu připravil švýcarský lékař Philippe Mathé-Curtz (1737–1794), kterému pomáhala jeho neteř Marie Tussaud. Ta během Francouzské revoluce snímala otisky Marata, Robespierra či královského páru. Po smrti svého strýce se přestěhovala do Londýna, kde založila známé muzeum.
Nápad na tvorbu masek významných osobností, o kterých se píše v novinách, vzešel v roce 1881 od Arthura Meyera, ředitele deníku Le Gaulois. Obrátil se proto na sochaře, karikaturistu a tvůrce divadelních kostýmů Alfreda Grévina (1827–1892).
Muzeum bylo otevřeno 5. června 1882 a mělo značný úspěch. V roce 1883 investoval do rozvoje muzea finančník Thomas Gabriel, který financoval rovněž stavbu Eiffelovy věže a Théâtre des Champs-Élysées.
Muzeum v Paříži je díky svému interiéru též zapsáno na seznamu historických památek.Vystavuje kolem 450 voskových figurín významných osobností a rovněž představuje scény z dějin Francie (zajetí Ludvíka XVI. v Templu, Johanku z Arku na hranici, Bartolomějskou noc), z dějin a života Paříže a významné okamžiky 20. století jako první kroky člověka na Měsíci nebo pád Berlínské zdi.
Muzea Grévin nejsou pouze výstavní prostory, ale jsou to i kulturní stánky, kde se konají divadelní představení, koncerty,benefice, autogramiády, konference či večírky.

## Prohlídka
Návštěvní okruh prochází vždy několika tematicky zaměřenými sály, které netvoří pouhé fotostěny, ale naopak je kladen důraz na autentičnost prostředí, rekvizit a díky moderním technologiím i na světelné a zvukové dokreslení atmosféry doby, v níž daná osobnost žila nebo žije. Díky tomuto originálnímu způsobu představování figurín jsou dnes muzea Grévin hodnocena jako klenotnice lidské kultury, živé svědomí nebo živé umění. Přínos muzeí Grévin spočívá také v jejich edukačně-zábavném pojetí. Jsou proto také hojně navštěvována školními skupinami ale rovněž širokou veřejností, která oceňuje zejména atraktivnost a interaktivitu expozic.
V Paříži se jedná například o:
- Velké mramorové schodiště s bustou A. Grévina
- Palais de Mirages (Palác zázraků) atrakce na principu optické iluze
- Salle des cocktails (Koktejlový sál)
- Théâtre du Tout-Paris (Divadlo celé Paříže)
- Paris Grévin Magazine
- Obrazy 20. století
- Dějiny Francie

## Pobočky muzea
V roce 1966 vzniklo plovoucí Musée Grévin na člunu, který plul vodními kanály na severu Francie, v Belgii a Nizozemsku. Existovalo do počátku 70. let. V 70. až 90. letech muzeum otevřelo pobočky v Lurdech (1974), Dijonu a Tours (1984), La Rochelle (1989), Mont-Saint-Michel (1991), Saint-Jean-de-Luz a Salon-de-Provence (1992). V roce 1999, kdy muzeum změnilo vlastníka, nový majitel některé pobočky odprodal a ponechal pouze muzea v Lurdech, Mont-Saint-Michel a Salon-de-Provence.
V roce 1981 muzeum otevřelo pobočku přímo v Paříži v obchodním centru Forum des Halles s 20 animovanými a zvukovými panely na téma Paříž v Belle Époque. Muzeum však bylo kvůli prodělečnosti uzavřeno v roce 1996.
Nakonec se tyto další expozice ve Francii přesunuly do původní budovy v Paříži a začalo se pracovat na zahraniční expanzi značky Grévin.
V roce 2013 došlo k otevření Musée Grévin Montréal, což byl první krok k mezinárodnímu rozšíření slavné značky. Pro vytvoření celé koncepce muzea a expozice byli přizváni ti absolutně nejlepší odborníci z Francie a Québecu. Celkové původní navržení designu bylo obohaceno o interaktivní a smyslové prožitky, představeno bylo 120 figurín lokálních a mezinárodních osobností a celebrit, od hvězd časů minulých po dnešní celebrity pohybující se na divadelních prknech nebo filmovém platně. Byl stvořen snový svět „nemožných“ setkání, která má možnost prožít každý návštěvník Grévin.
1. května 2014 otevřelo své brány Musée Grévin Praha, které ve třech patrech o celkové rozloze 3000 m² podlahové plochy nabízí návštěvníkům necelou stovku domácích, ale i světových osobností a celebrit. České osobnosti zastupují například prezident Václav Havel, nezkrotný atlet a běžec Emil Zátopek, zpěváci Karel Gott, Lucie Bílá, Helena Vondráčková nebo spisovatel Karel Čapek. Dne 6. března 2018 však bylo kvůli opakovaným hospodářským ztrátám uzavřeno. Od poloviny května 2018 opět otevřelo muzeum voskových figurín Grévin Praha své brány. V původním stavu ho však bude možné vidět pouze na čtyři měsíce.  Po chystané krátké rekonstrukci vznikne v Praze nová kulturní atrakce, tentokrát čokoládová. Ale nezmizí ani oblíbené voskové celebrity. Nově přetvořený prostor Baťovy funkcionalistické budovy v Celetné ulici mezi Staroměstským náměstím a Prašnou branou nabídne hned tři nové expozice, které budou mít společného jmenovatele - čokoládu.
V roce 2015 bylo otevřeno čtvrté muzeum Grévin a to v Soulu.

## Académie Grévin
Od roku 2001 existuje tzv. Grévinova akademie, která má 11 členů, většinou novinářů, kteří rozhodují o tom, které osobnosti bude v muzeu vytvořena její vosková socha.

## Osobnosti
Výběr ze stovek osobností vystavených v muzeích Grévin:
| - Isabelle Adjani - Fanny Ardant - Louis Armstrong - Charles Aznavour - Brigitte Bardotová - Fabien Barthez - Monica Bellucciová - Roberto Benigni - Tony Blair - Louis Blériot - Napoleon Bonaparte - Charles Bronson - George W. Bush - Maria Callas - Naomi Campbell - Juan Carlos I. - Charlie Chaplin - Ray Charles - Jacques Chirac | - George Clooney - Phil Collins - Dagobert I. - Bertrand Delanoë - Marcel Desailly - Céline Dion - Christian Dior - David Douillet - Clint Eastwood - Albert Einstein - Jean de La Fontaine - Louis de Funès - Jean Gabin - Serge Gainsbourg - Mahátma Gándhí - Charles de Gaulle - Jean-Paul Gaultier - Johnny Hallyday | - Oliver Hardy - Jimi Hendrix - Thierry Henry - Alfred Hitchcock - Victor Hugo - Chlodvík I. - Michael Jackson - Aimé Jacquet - Jan Pavel II. - Jindřich IV. - Elton John - Lionel Jospin - Shahrukh Khan - Bernard Kouchner - Stan Laurel - Thierry Lhermitte - Ludvík XIII. - Ludvík XIV. - Ludvík XVI. | - Fabrice Luchini - Marie Antoinetta - Mireille Mathieu - Mika - Amélie Mauresmová - Angela Merkelová - Muhammad VI. - Marilyn Monroe - Wolfgang Amadeus Mozart - Nostradamus - Amélie Nothombová - Barack Obama - Ambroise Paré - Pelé - Vladimir Putin - Elvis Presley - François Ravaillac - Jean Reno - Mstislav Rostropovič | - Nicolas Sarkozy - Jean-Paul Sartre - Romy Schneider - Arnold Schwarzenegger - Michel Serrault - Philippe Starck - Matka Tereza - Leonardo da Vinci - Voltaire - Abdoulaye Wade - Bruce Willis - Zinedine Zidane Fiktivní postavy - Lara Croft - Lucky Luke - Obélix - Malý princ - Krteček - Spejbl a Hurvínek |